# Francisco José Olivas
Francisco José Olivas – Kiko (ur. 21 sierpnia 1988 w Antequera) – hiszpański piłkarz, grający obecnie w zespole Realu Valladolid.
Karierę piłkarską rozpoczął w klubie z Segunda División – Málaga CF, którego jest wychowankiem. Mimo młodego wieku udało mu się zadebiutować w sezonie 2006/2007 w pierwszym składzie zespołu z Andaluzji. Na młodego obrońcę zwrócili uwagę działacze Villarrealu, którzy w 2007 roku sprowadzili go na El Madrigal.